# 安克拉治都會區
安克拉治都會區（英語：Anchorage Metropolitan Area），正式名稱為安克拉治都會統計區（Anchorage Metropolitan Statistical Area），係由美國阿拉斯加州安克拉治市與馬塔努斯卡-蘇西特納自治市鎮等地所組成的都會區。
根據2010年美國人口普查，此都會統計區之人口有380,821人，然而在2018年所估計之人口則有399,148人，較2010年人口普查統計之人口數成長4.81%。此都會統計區中的一些聚居地離市中心有些距離，也有一些地方則是小又遙遠的，像是路易斯湖，該地距安克拉治約170英里（270），常住居民則不到50人，故都會統計區僅作為人口普查定義。

## 聚居地
| 聚居地         | 行政區單位       | 人口 （2010） |
| -------------- | ---------------- | ------------- |
| 亞歷山大溪     | 未建制地區       | －            |
| 安克拉治       | 城市兼自治市鎮   | 291,826       |
| 大湖           | 人口普查指定地區 | 3,350         |
| 布法羅索普斯通 | 人口普查指定地區 | 855           |
| 比尤特         | 人口普查指定地區 | 3,246         |
| 蔡斯           | 人口普查指定地區 | 34            |
| 奇克倫         | 人口普查指定地區 | 272           |
| 柯里           | 未建制地區       | －            |
| 丁利什納丘陵   | 未建制地區       | －            |
| 尤里卡客棧     | 人口普查指定地區 | 29            |
| 法姆盧普       | 人口普查指定地區 | 1,028         |

| 聚居地          | 行政區單位       | 人口 （2010） |
| --------------- | ---------------- | ------------- |
| 菲什霍克        | 人口普查指定地區 | 4,679         |
| 蓋特韋          | 人口普查指定地區 | 5,552         |
| 冰川景          | 人口普查指定地區 | 234           |
| 休斯顿          | 城市             | 1,912         |
| 克尼克-費爾維尤 | 人口普查指定地區 | 14,923        |
| 克尼克河        | 人口普查指定地區 | 744           |
| 路易斯湖        | 人口普查指定地區 | 46            |
| 萊克斯          | 人口普查指定地區 | 8,364         |
| 拉齊芒廷        | 人口普查指定地區 | 1,479         |
| 草甸湖          | 人口普查指定地區 | 7,570         |
| 帕尔默          | 城市             | 5,937         |

| 聚居地        | 行政區單位       | 人口 （2010） |
| ------------- | ---------------- | ------------- |
| 彼得斯維爾    | 人口普查指定地區 | 4             |
| 麥肯齊點      | 人口普查指定地區 | 529           |
| 斯昆特納      | 人口普查指定地區 | 37            |
| 蘇絲提納      | 人口普查指定地區 | 18            |
| 北蘇絲提納    | 人口普查指定地區 | 1,260         |
| 薩頓-阿爾派因 | 人口普查指定地區 | 1,447         |
| 塔基特納      | 人口普查指定地區 | 876           |
| 塔內那        | 人口普查指定地區 | 8,197         |
| 捕手溪        | 人口普查指定地區 | 481           |
| 瓦西拉        | 城市             | 7,831         |
| 柳樹          | 人口普查指定地區 | 2,102         |

## 人口統計
根據2010年美國人口普查，此都會統計區人口有380,821人。在此區中，75.08%的居民為白人，4.88%的居民為非裔美國人，6.95%的居民為美國原住民（其中包含阿拉斯加原住民），4.65%的居民為亞裔美國人，0.78%的居民為太平洋島裔美國人，1.94%的居民為其他種族，5.72%的居民為混血種族。此外有5.10%的居民為西班牙裔或拉丁裔美國人。此都會統計區每戶平均收入53,384美元，每個家庭平均收入60,311美元。男性平均收入43,287美元；女性平均收入30,573美元。整體人均收入23,196美元。